# 쉐보레 아드라
쉐보레 아드라(Chevrolet Adra)는 2014년 오토 엑스포에서 쉐보레가 공개한 컨셉트 서브컴팩트 SUV이다. 이 차량은 GM 인디아가 방갈로르 시설에서 설계했다. 아드라는 2016년 또는 2017년에 인도 전용 서브컴팩트 SUV로 생산될 예정이었으나, 인도에서 쉐보레 판매량이 감소하면서 생산이 취소되었고, 이로 인해 쉐보레는 2017년에 남아프리카 공화국과 함께 인도 시장에서 철수했다.

## 같이 보기
- 쉐보레 트랙스